# Carl Schmitt
Carl Schmitt (Plettenberg, 11 de juliol de 1888 - 7 d'abril de 1985) fou un jurista conservador, teòric polític, filòsof i professor d'universitat alemany. Schmitt va escriure àmpliament sobre el poder polític i és conegut per la seva crítica al liberalisme. En el seu llibre Der Begriff des Politischen (El Concepte de la Política) mostrà la seva idea sobre l'essència de la política amb una definició basada en la relació amic-enemic. El seu treball ha estat una influència important en la teoria política posterior, la teoria legal, la filosofia continental i la teologia política. El seu pensament segueix essent influent i controvertit a causa de la seva estreta associació i adscripció juridicopolítica amb el nazisme, motiu pel qual és conegut com el «jurista de la corona del Tercer Reich».

## Pensament
A Die Diktatur («Sobre la dictadura») discuteix els fonaments de la recentment establerta República de Weimar, posant èmfasi en la prefectura d'estat del Reichspräsident. Die Diktatur va ser seguit per l'assaig de 1922 Politische Theologie («Teologia política»), en què Schmitt aporta més substància a les seves teories autoritàries amb la definició més notòria de: «sobirà és qui decideix sobre l'excepció». Per «excepció», Schmitt vol indicar sortir de la doctrina de l'estat de dret en virtut de l'estat d'excepció (Ausnahmezustand) que va introduir per primera vegada a Die Diktatur amb el propòsit de gestionar una crisi, que Schmitt defineix de manera vaga com «un cas de perill extrem, un perill per a l'existència de l'estat, o semblant».
Per aquest motiu, l'«excepció» s'entén com un «concepte límit» perquè no està dins de l'àmbit de l'ordenament jurídic normal. Schmitt, en diversos punts del seu assaig, oposa aquesta definició de sobirania a les que ofereixen els teòrics contemporanis sobre la qüestió, especialment Hans Kelsen. L'estat d'excepció és una crítica al «normativisme», un concepte positivista del dret desenvolupat per Kelsen, com a expressió de normes abstractes i generalment aplicables en totes les circumstàncies.
Un any més tard, Schmitt va donar suport a l'aparició d'estructures de poder totalitaris en el seu article Die geistesgeschichtliche Lage des heutigen Parlamentarismus («La situació intel·lectual-històrica del parlamentarisme actual»). Schmitt va criticar les pràctiques institucionals de la política liberal, argumentant que es justifiquen per una fe en la discussió racional i la transparència, que estan en desacord amb la política real dels partits polítics parlamentaris, en què els resultats són determinats en reunions privades pels líders del partit. Schmitt també planteja una divisió essencial entre la doctrina liberal de la separació de poders i el que considera que és la naturalesa de la democràcia mateixa, la identitat dels governants i dels governats.
El títol del llibre deriva de l'afirmació de Schmitt (al capítol 3) que «tots els conceptes significatius de la teoria moderna de l'estat són conceptes teològics secularitzats», és a dir, que la teoria política s'adreça a l'estat (i a la sobirania) de la mateixa manera que la teologia ho fa a Déu.
Encara que molts crítics de Schmitt d'avui, com Stephen Holmes a The Anatomy of Anti-Liberalism exceptuen la visió fonamentalment autoritària de Schmitt, és a dir, la idea d'incompatibilitat entre el liberalisme i la democràcia, que és una de les raons de l'interès continuat per la seva filosofia política. Al capítol 4 del seu Stato d'eccezione (2005), el filòsof italià Giorgio Agamben va argumentar que la Politische Theologie de Schmitt s'hauria de llegir com una resposta a l'influent assaig de Walter Benjamin Zur Kritik der Gewalt («Crítica de la violència»).